# Flamengo (Rio de Janeiro)
Flamengo is een wijk (Portugees: bairro) in het zuiden (Zona Sul) van de Braziliaanse stad Rio de Janeiro.

## Geschiedenis
Flamengo is Portugees voor Vlaming en de wijk is vernoemd naar het nabijgelegen strand Praia do Flamengo (Strand van de Vlaming). Deze naam zou gegeven zijn vanwege het feit dat de Nederlanders onder leiding van Olivier van Noort hier in 1599 vergeefs aan land probeerden te komen, maar verjaagd werden door de Portugezen, die de Nederlanders allemaal Vlamingen noemden.
Volgens een andere zienswijze zou het naar flamingo's genoemd zijn.

## Geografie
De wijk grenst aan Laranjeiras, Botafogo, Glória, Catete en aan de Baai van Guanabara.
Er is één metrostation, dat oorspronkelijk Morro Azul werd genoemd, maar later veranderde in Flamengo omdat de naam Morro Azul de naam is van een favela aldaar en dit was niet naar de zin van de bewoners.

## Verkeer en vervoer

### Metro
| Station                          | Lijn |
| -------------------------------- | ---- |
| Station Estação Glória           |      |
| Station Estação Largo do Machado |      |
| Station Estação Flamengo         |      |

## Trivia
- De beroemde sportclub CR Flamengo is vernoemd naar de wijk, maar heeft nu haar thuisbasis in de zuidelijker gelegen wijk Lagoa.